# کیئیر (احسانیه)
کیئیر (به ترکی استانبولی: Kıyır) یک منطقهٔ مسکونی در ترکیه است که در احسانیه واقع شده‌است.